# Bügeleisenofen

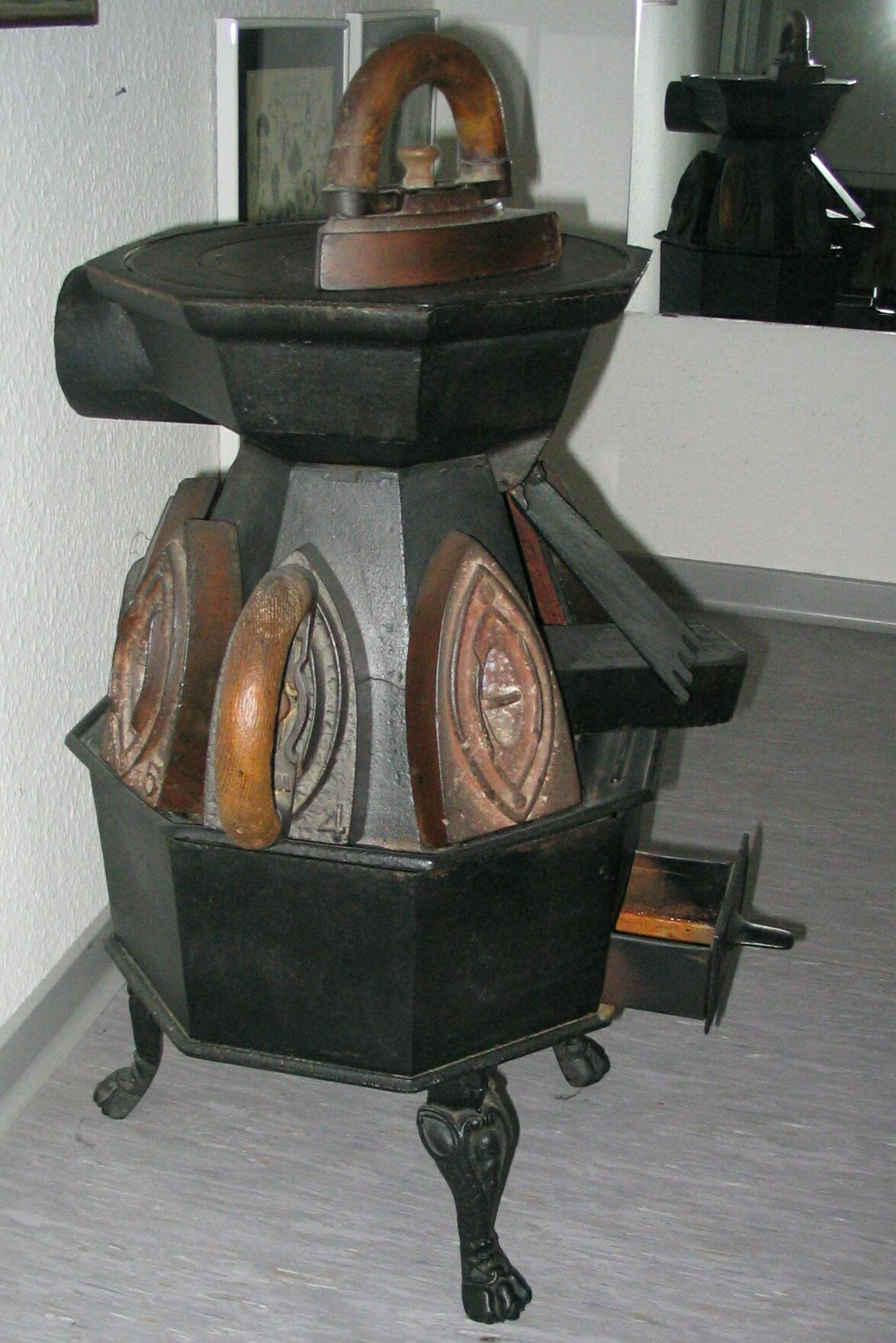
Bügeleisenofen mit nummerierten Bügeleisen mit abnehmbarem Griff

Der Bügeleisenofen, auch Plättofen genannt, ist ein spezieller Ofen des 19. Jahrhunderts. Er unterscheidet sich von einem Kochofen durch einen Aufsatz, an dem ein oder aber gleichzeitig mehrere Plätteisen aufgeheizt werden können. Letzterer fand Verwendung bei Hutmachern, Büglerinnen und Schneidern, die große Mengen an Bügelwäsche zu bewältigen hatten.
Bügeleisenöfen wurden in unterschiedlichen Ausführungen und Größen hergestellt und hatten eine längliche oder vieleckige Form. An jedem Ofen konnten mindestens so viele Personen arbeiten, wie Bügeleisenfächer vorhanden waren, wobei jeder ein zweites Bügeleisen zum Wechseln brauchte. Am effizientesten jedoch konnte eine Arbeiterin bügeln, wenn sie sechs Bügeleisen zur Verfügung hatte, um diese häufig wechseln und somit eine gleichbleibende Wärme der Bügeleisen erreichen konnte.
Im 18. Jahrhundert wurden die Bügeleisen noch auf einem sogenannten Kohlenfeuer heiß gemacht, das waren tönerne oder gusseiserne Becken, auf die zwei Bügeleisen gestellt und erhitzt werden konnten. Mancherorts gab es die sogenannten Plätt-Töpfe (auch Platttöpfe), in diesen wurden die Bolzen für Bügeleisen direkt in den glühenden Kohlen erhitzt. Der Nachteil war, dass die Bügeleisen verrußten, vor allem aber die schädlichen Gase sich in den Arbeitsräumen ausbreiteten und eingeatmet wurden.

## Geschichte

Bügeleisenofen in einem Waschhaus (in Hancock, im US-Bundesstaat Massachusetts)

In Wien, Berlin, Hamburg und Fürth wurden Mitte des 19. Jahrhunderts Bade- und Waschanstalten nach englischem Vorbild errichtet, wo große Öfen zum Erhitzen von 30–40 Bügeleisen eingesetzt wurden.
Kleinere Modelle bestanden aus einem abnehmbaren Aufsatz für Bügeleisen, der in den Ofen eingehängt oder daraufgestellt wurde, je nachdem, ob man mit diesem Ofen auch den Raum heizen wollte oder nicht. Der sogenannte Plätteisenwärmer war eine gusseiserne Platte mit zwei bis drei Öffnungen zum Einhängen der Plätteisen, der sich gegen die Ofenringe des Sparherds austauschen ließ. Das Aufheizen der Plätteisen war aufwendig, in 20 Minuten konnte man etwa vier oder mehr Bügeleisen erhitzen und heiß erhalten. Es gab auch Bügeleisen mit abnehmbarem Griff und eine Nummerierung, um das jeweils am längsten erhitzte Eisen zu erkennen. Auch gab es eine nummerierte Sortierung der Bügeleisen nach Gewicht, wobei die leichteren Bügeleisen mit den Nummern 1–3 für den Haushalt bestimmt waren, die schwereren mit den Nummern 4–7 für Schneiderwerkstätten, Waschanstalten oder Hotellerien.
Wie im Bulletin de la Société d’Encouragement im Februar 1863 dargestellt, wurde der sogenannte Heizapparat für Bügeleisen von Herrn Chambon-Lacroisade aus Paris verbessert. Die prismenförmige Konstruktion hatte mehrere Einbuchtungen, wo die Bügeleisen eingehängt und aufgeheizt werden konnten. Auf drei Füßen stehend, befand sich der kleine gusseiserne Ofen auf einem drehbaren Tischchen, was den ständigen Wechsel der abgekühlten beziehungsweise aufgeheizten Bügeleisen für die Arbeiter erleichterte. Diese Öfen konnten auch zum Erwärmen des Zimmers genutzt werden, und es konnte ein Kochgefäß daraufgestellt werden. Einige Chambon-Lacroisade-Modelle hatten noch einen blechernen, das Rauchrohr umgebenden Wasserbehälter, der aus einem kleinen Wasserhahn heißes Wasser lieferte.
Um 1870 wurde der sogenannte (französische) Revolver-Plättofen in Österreich und Deutschland vorgestellt, dessen Vorteile der sehr niedrige Kohleverbrauch sowie sein geringer Platzbedarf waren. Er heizte die Bügelstube nicht übermäßig auf, war ebenfalls drehbar und so klein, dass er nur mit nussgroßen Kohlestückchen befeuert werden konnte. Zur besseren Handhabung musste er auf eine Erhöhung gestellt werden. Das Rauchrohr konnte zum Fenster hinaus oder in einen anderen Ofen geleitet werden. Es dauerte ebenfalls zwanzig Minuten, bis vier Plätteisen die richtige Hitze hatten, so dass vier Arbeiter mit acht Plätteisen ununterbrochen den damals 12-stündigen Arbeitstag hindurch bügeln konnten.
Um 1865 wurden Versuche gemacht, Bügeleisen mit Gas zu beheizen. Sogenannte Gasplätteisen wurden 1866 beispielsweise vom Wagenfabrikanten Urban aus Hannover patentiert. Seine Erfindung war ein transportabler Apparat, der die Bügeleisen im Innern mit Leuchtgas erhitzte, was zwar komfortabel, aber wegen der Giftigkeit des Gases gefährlich war. 1873 wurden in der Deutschen Industrie-Zeitung Gasplätteisen vorgestellt, die direkt am Griff mit dem Gasschlauch verbunden und von innen her beheizt wurden. Diese Erfindung des Technikers Gerlach konnte die Aufheizzeit auf fünf bis zehn Minuten absenken, und die Gefahr der Vergiftung mit Kohlenstoffmonoxid bestand somit nicht mehr. Das „Gerlach’sche Bügeleisen“ war aus Messing.
Ungefähr zwanzig Jahre später stellte das Polytechnische Journal die Dessauer Gasplätten ohne Schlauch vor. Die sogenannte Plättbatterie wurde an einer Wand neben dem Gasanschluss befestigt und konnte zwei oder mehr Plätten aufnehmen. Die gefährlichen Abgase wurden durch einen Dunstabzug abgeführt.

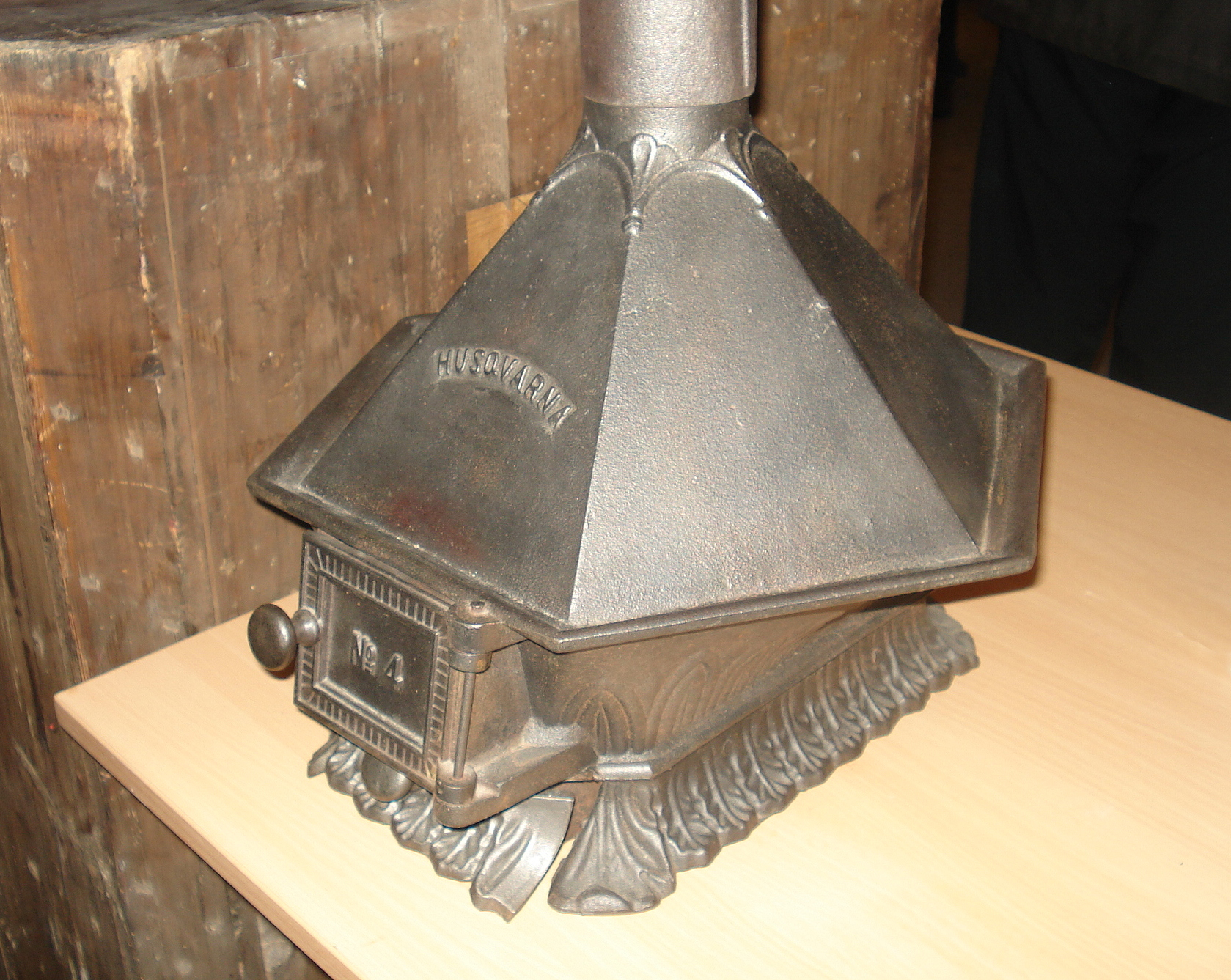
Bügeleisenofen
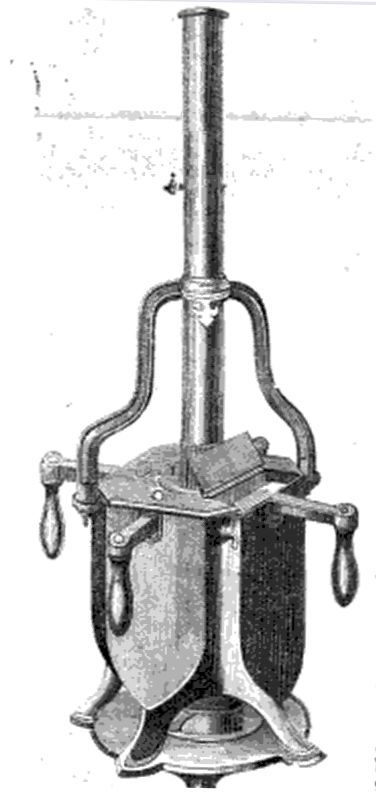
Revolver-Plättofen

Nach der Erfindung der elektrischen Bügeleisen im Jahr 1888 konnten Bügeleisen auch auf eine konstante Temperatur aufgeheizt werden. Die Bügeleisenöfen sind heute noch Sammler- und Museumsstücke.